# Abraham Teniers

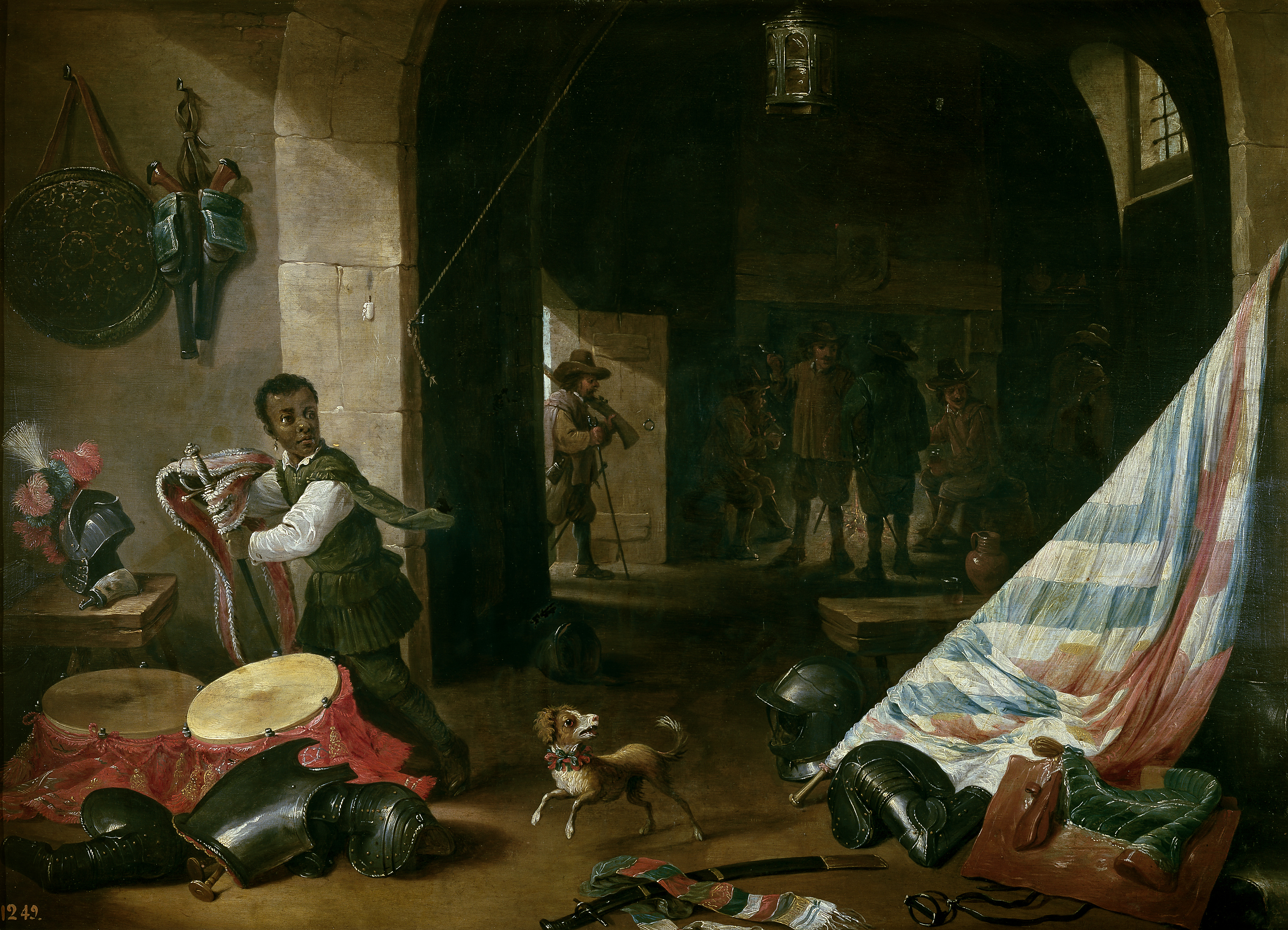
Un cuerpo de guardia, óleo sobre lámina de cobre, 49 x 68 cm, Madrid, Museo del Prado.

Abraham Teniers (Amberes, 1629 – 1670), fue un pintor barroco flamenco, hijo de David Teniers I y hermano de David Teniers II.
Bautizado en Amberes el 1 de marzo de 1629, parece probable que se formase con su hermano, David Teniers el Joven, casi diecinueve años mayor que él. En 1646 ingresó en el gremio de pintores de Amberes. Especializado en la pintura de género cultivada también por su padre y popularizada por su más famoso hermano, sus obras se han confundido con frecuencia y siguen planteando problemas de atribución, como sucede con el Cuerpo de guardia del Museo del Prado, nº de catálogo P01784.